# Pima County

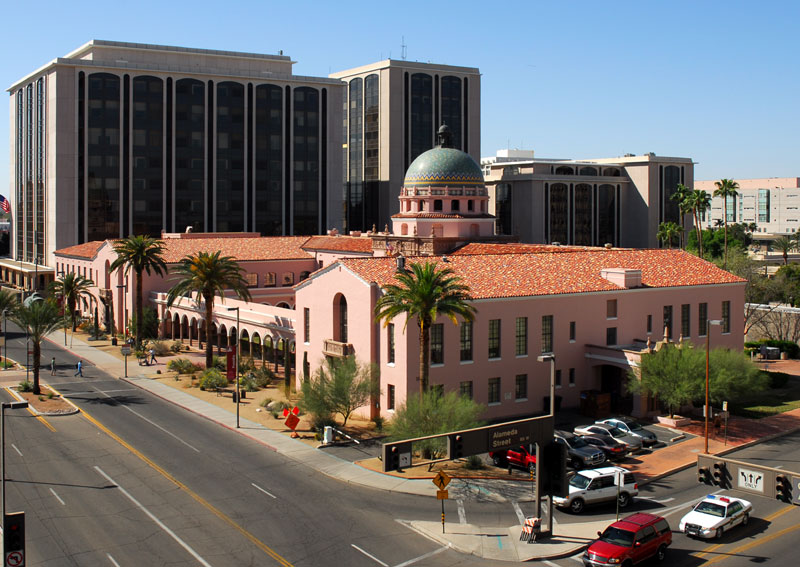
Gerechtsgebouw van Pima County in Tucson

Pima County is een county in de Amerikaanse staat Arizona. De county heeft een landoppervlakte van 23.792 km² en telt 843.746 inwoners (volkstelling 2000). De hoofdstad en tevens grootste stad is Tucson.

## Geschiedenis

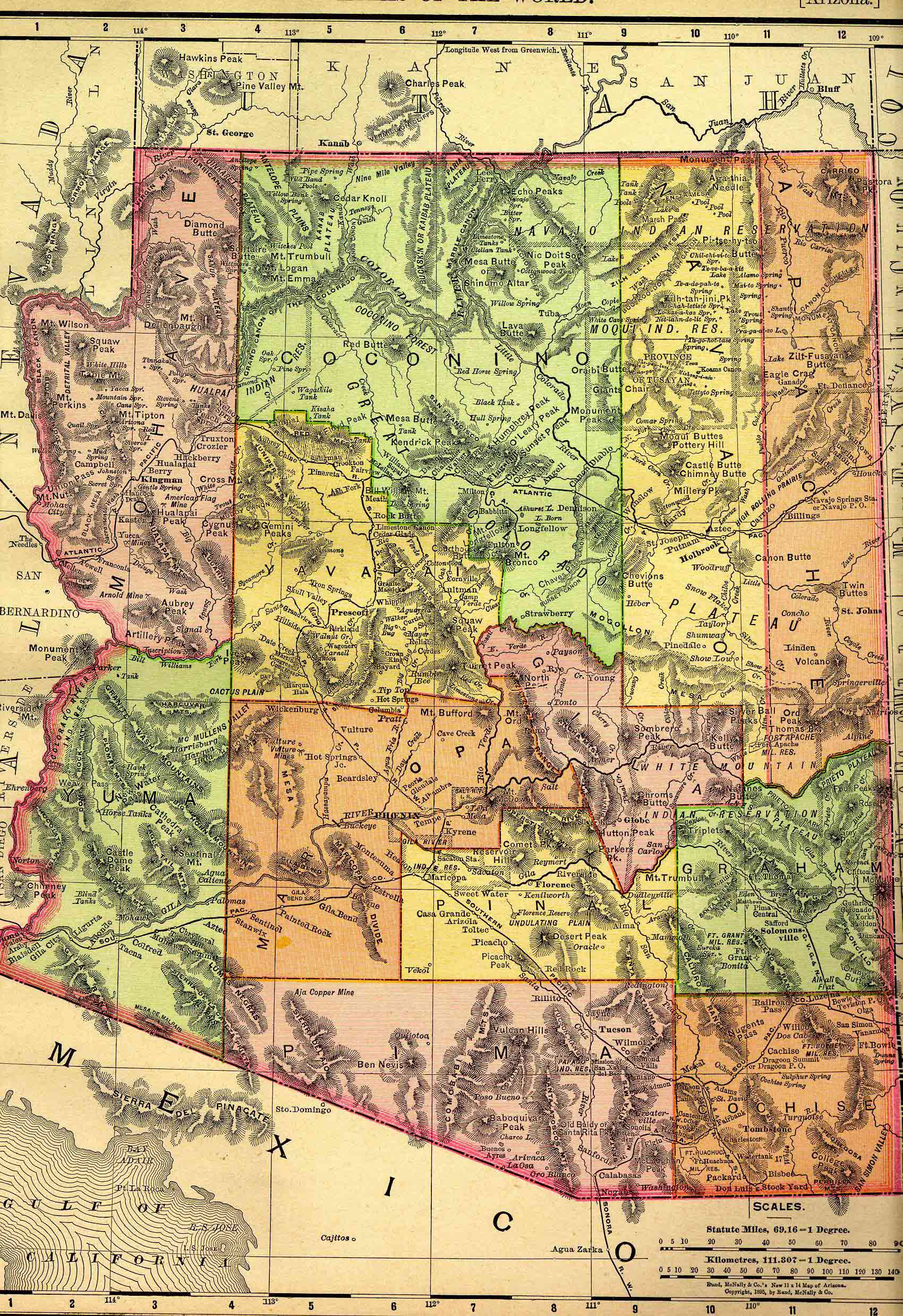
Pima County (onderaan, roze) op een kaart uit 1895

In 1863 werd Arizona, toen nog als Arizona Territory, afgesplitst van New Mexico Territory. In 1864 werd Arizona opgedeeld in vier counties, waarvan Pima de zuidelijkste was. Pima besloeg toen het gehele gebied ten oosten van 113° 20' WL en ten zuiden van de rivier de Gila.
Niet lang daarna werden Cochise, Graham en Santa Cruz afgesplitst. Het huidige grondgebied van Pima valt geheel binnen een door de V.S. in 1853 van Mexico gekocht gebied. (Zie Gadsdenaankoop.)

## Geografie
Verreweg de meeste mensen wonen in het oosten van de county, in Tucson of voorsteden daarvan zoals Oro Valley. De rest van Pima is heel dunbevolkt. De grootste plaatsen zijn Sells en Ajo, elk goed voor minder dan 5000 inwoners.
Het hoogste punt is de top van Mount Lemmon (2,791 m).

## Bezienswaardigheden
Het Arizona-Sonora Desert Museum is hier te vinden, 19 km ten westen van Tucson. Dicht bij de Mexicaanse grens bevindt zich het Organ Pipe Cactus National Monument.